# Bükkábrány
Bükkábrány è un comune dell'Ungheria di 1 693 abitanti (dati 2001). È situato nella contea di Borsod-Abaúj-Zemplén. Nella miniera di carbone situata nel territorio, nel 2007 vennero ritrovati 16 tronchi di cipresso, la cui età stimata è di 8 milioni di anni. È incominciato il processo di restauro.